# فاستر (میسوری)
فاستر (به انگلیسی: Foster) یک روستا (ایالات متحده آمریکا) در ایالات متحده آمریکا است که در شهرستان بیتس، میزوری واقع شده‌است.
 فاستر ۱٫۲۴ کیلومتر مربع مساحت و ۱۱۷ نفر جمعیت دارد و ۲۵۸ متر بالاتر از سطح دریا واقع شده‌است.